# Henry Bone
Henry Bone, född den 6 februari 1755, död den 17 december 1834, var en brittisk emaljmålare. Han var far till emaljmålarna Henry Pierce Bone och Robert Trewick Bone.
Bone var en av Storbritanniens främsta inom emaljmåleriet. Han framställde främst porträtt och målningar efter äldre målares kompositioner. 